# Marianne Mendt

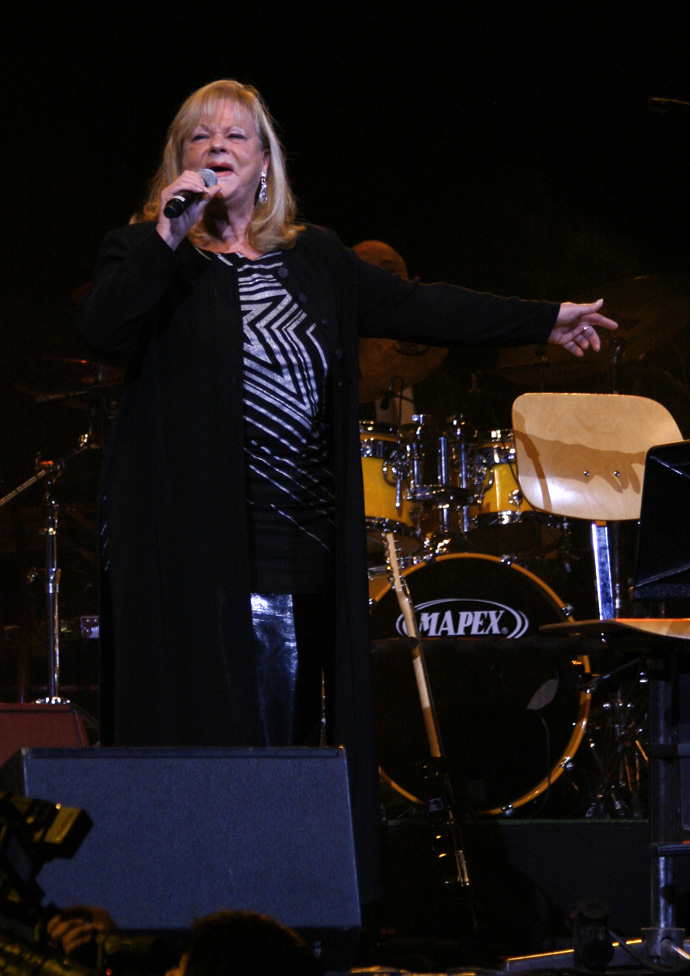
Marianne Mendt in 2008

Marianne Mendt, geboren als Marianne Krupicka (Wenen, 29 september 1945), is een Oostenrijkse zangeres en actrice.
Als kind volgde ze klassieke-zangles en piano. Na de handelsschool werkte ze bij een wasmiddelbedrijf. Daarna werd ze jazzzangeres en zong in de band The Internationals, waarmee ze door Europa toerde. In 1970 keerde ze naar Wenen terug en werd ze door Gerhard Bronner ontdekt.
Ze vertegenwoordigde Oostenrijk op het Eurovisiesongfestival 1971 met het lied Musik. Het was drie jaar geleden dat Oostenrijk nog eens meedeed en de terugkeer was niet erg geslaagd, want Marianne Mendt eindigde zestiende.
Ze werd vooral bekend door haar liedjes in het Weense dialect.
In 2005 organiseerde ze een jazzfestival.

## Bekende liedjes
- Berlin - 1981
- Komm, alter Pianospieler
- Gute Lieder sind wie Pistolen - 1972
- Musik - 1971
- Wia a Glockn - 1970

## Cd's
- 1994 "Momendt"
- 1997 "Jazz-Mendt-Live"
- 2000 "Freunde und Propheten" zum 30-jährigen Jubiläum
- 2003 "Momendts"

## Films
- "Meine schöne Tochter", 2004
- "Dinner For Two", 2003, Mag. Stefanie Wörmann
- "Jetzt erst Recht!", 2003
- "Dolce Vita & Co", 2001
- "Bride of the Wind", 2001
- "Die Jahrhundertrevue" 1999 (TV)
- "Qualtingers Wien", 1998
- "Black Flamingos", 1998
- "Der See", 1996
- "Kaisermühlen-Blues", 1992, Gitti Schimek
- "Vier Frauen sind einfach zuviel", 1992
- "Die verlorene Wut", 1989
- "Ein Mann nach meinem Herzen", 1987
- "Ti for Tu", 1972